# Colletes ruschia
Colletes ruschia (лат.) — вид пчел рода Colletes из семейства Colletidae (Colletinae). Эндемик ЮАР (Южная Африка). Назван по предпочитаемому растению-хозяину рода Рушия (Ruschia, Aizoaceae), на котором вид был собран несколько раз.

## Описание
Длина тела около 1 см. Среди видов с нормальной скопой уникальным для самки является следующее сочетание признаков: апикальная волосковая полоса тергита Т2 равна около ⅔ ширины диска; скуловая область удлинённая, длиной около ширины основания мандибул; максимальная ширина лицевой ямки около ⅔ диаметра усика; диски терг полностью чёрные. Самцы лучше всего идентифицируются по уникальной форме стернита S7. Вид был впервые описан в 2023 году по материалам из Южной Африки и включён в видовую группу Colletes fasciatus.